# Кинлок, Джо
Джо́зеф Ки́нлок (англ. Joseph Kinloch; январь 1864 — дата смерти неизвестна) — английский футболист, нападающий. Родился в Блэкберне. В октябре 1892 года стал игроком английского клуба «Ньютон Хит». Дебютировал в основном составе 29 октября 1892 года в матче Первого дивизиона против «Ноттингем Форест», который закончился со счётом 1:1. Это был его единственный официальный матч за клуб.